# Гарднер, Пётр Петрович
Пётр Петрович Гарднер (1815—1881) — генерал-лейтенант, герой Крымской войны

## Биография
Родился 28 марта (9 апреля) 1815 года. Образование получил в кондукторских классах Главного инженерного училища, откуда был выпущен 1 января 1836 года прапорщиком в Гренадерский сапёрный батальон; 1 сентября 1840 года зачислен в лейб-гвардии Сапёрный батальон; 11 октября 1842 года произведён в подпоручики, 28 января 1847 года — в поручики, 28 декабря 1849 года в штабс-капитаны и 6 декабря 1850 года — в капитаны. Вскоре он был назначен командиром 3-й сапёрной роты в лейб-гвардии Сапёрном батальоне.
В 1854—1855 годах Гарднер принимал участие в обороне Севастополя; 26 февраля 1855 года за отличие произведён в полковники и 18 марта назначен командиром 4-го сапёрного батальона, с 1 июля командовал 3-м сапёрным батальоном; 23 июня 1855 года ему была пожалована золотая полусабля с надписью «За храбрость»; 12 января 1856 года за отличия при обороне Севастополя Гарднер был награждён орденом Св. Георгия 4-й степени (№ 9893 по кавалерскому списку Григоровича — Степанова).
25 января 1856 года Гарднер был назначен командиром лейб-гвардии Сапёрного батальона и 11 мая 1858 года назначен флигель-адъютантом при императоре с оставлением в занимаемой должности батальонного командира.
Произведён в генерал-майоры с зачислением в Свиту Его Величества 17 апреля 1860 года. 8 февраля 1862 года сдал должность командира батальона генерал-майору Ф. А. Зейме и был уволен в отпуск; 20 мая 1868 года получил чин генерал-лейтенанта с назначением состоять при генерал-инспекторе по инженерной части; 7 июня 1873 года за болезнью уволен со службы с мундиром и пенсией.
Скончался 30 октября (11 ноября) 1881 года в Санкт-Петербурге, похоронен на кладбище Воскресенского Новодевичьего монастыря.
Жена — Елизавета Фёдосеевна (1836—1901); сын — штаб-ротмистр Пётр Петрович (1859—1897).

## Награды
Среди прочих наград Гарднер имел ордена:
- Орден Святого Станислава 3-й степени (1842 год)
- Орден Святой Анны 2-й степени с мечами (1855 год, императорская корона к этому ордену пожалована в 1857 году)
- Золотая полусабля с надписью «За храбрость» (23 июня 1855 года)
- Орден Святого Георгия 4-й степени (12 января 1856 года)
- Орден Святого Владимира 4-й степени (1858 год, за беспорочную выслугу 25 лет в офицерских чинах)
- Орден Святого Владимира 3-й степени (1864 год)
- Орден Святого Станислава 1-й степени (1867 год)
- Орден Святой Анны 1-й степени (1872 год)